# Paragonah (Utah)
Paragonah es una localidad del condado de Iron, estado de Utah, Estados Unidos. Según el censo de 2000 la población era de 470 habitantes.

## Geografía
Paragonah se encuentra en las coordenadas37°53′8″N 112°46′27″O / 37.88556, -112.77417.
Según la oficina del censo de Estados Unidos, la localidad tiene una superficie total de 1,5 km². No tiene superficie cubierta de agua.
- Datos: Q385536
- Multimedia: Paragonah, Utah / Q385536